# Bit Zamani
Bit Zamani war ein eisenzeitlicher aramäischer Staat in der Gegend von Amedi (Diyarbakır) in Südostanatolien. Bereits 886 v. Chr. wurde es von dem assyrischen König Tukulti-Ninurta II. angegriffen und zu Tributzahlungen gezwungen. Im Jahre 879 v. Chr. wurde der betreffende König jedoch abgesetzt und sein Nachfolger rebellierte gegen die Assyrer.
Assur-Nasirpal I. konnte das Reich wieder unterwerfen und beträchtlichen Tribut einfordern. Zu den Reichtümern des Landes gehörten nach assyrischen Berichten Schafe, Ziegen und Rinder, aber auch Edelmetalle, Zinn und Eisen. Bei dem Zinn handelt es sich jedoch mit ziemlicher Sicherheit um Importe. Wichtigster Import nach Assyrien war  Bauholz.
Unter Salmanasser III. war Bit Zamani 856 Ausgangspunkt eines Feldzuges gegen die Nairi-Länder und Urartu (Kurkh-Stele)
Seit spätestens 799 war Bit Zamani assyrische Provinz. Sein Statthalter nahm eine relativ hohe Position am assyrischen Hof ein, wie sich aus den Eponymenlisten ableiten lässt.